# Жиюэтань
Жиюэтань (кит. 日月潭 — Озеро Луны и Солнца) — озеро в центральной части острова Тайвань, в уезде Наньтоу, самое крупное озеро на острове. Расположено в межгорной котловине, у подножья горы Шуйшэдашань (2058 м), на высоте 727 м над уровнем моря. В период японской оккупации уровень подняли и озеро превратили в водохранилище. Площадь около 50 км², средняя глубина до 4 м. Воды используются для получения электроэнергии. Природная достопримечательность, популярная у туристов.
Близ озера живёт народ тхао. На озере есть остров Лалудао.

## Жиюэтаньская энергетическая система
В 1919—1922 годах построена железнодорожная линия Цзицзи до станции Чэчэн (Вайчэчэн) для строительства электростанции.
Крупнейшая гидростанция западной части острова (и всего Тайваня) — Жиюэтань-первая на озере Жиюэтань (100 тыс. кВт) вступила в эксплуатацию в 1934 году. Для наполнения озера была построена плотина Уцзе на реке Чжошуйци. Электроэнергия гидростанции Жиюэтань-первая передается по высоковольтным линиям электропередач (протяжением 360 км) на север острова до Тайбэя и на юг до Гаосюна. В 1937 году сооружена вторая по мощности гидростанция Тайваня — Жиюэтань-вторая (43,5 тыс. кВт) в низовьях реки Шуйлици, правого притока Чжошуйци. Обе гидростанции Жиюэтань используют в качестве естественного водохранилища озеро Жиюэтань.
В 1985 году введена в эксплуатацию первая на Тайване гидроаккумулирующая электростанция Дагуань мощностью 1000 МВт на реке Шуйлици, которая использует озеро Жиюэтань в качестве верхнего гидроаккумулирующего бассейна.
В 1995 году введена в эксплуатацию гидроаккумулирующая электростанция Минтань мощностью 1600 МВт на реке Шуйлици, выше ГАЭС Дагуань, которая также использует озеро Жиюэтань в качестве верхнего гидроаккумулирующего бассейна.